# Ryszard Dąbrowa
Ryszard Dąbrowa (ur. 29 marca 1955 w Wydminach) – polski strażak, nadbrygadier, Rektor Komendant Szkoły Głównej Służby Pożarniczej w latach 2009–2016, członek Zarządu Głównego Związku Ochotniczych Straży Pożarnych, komendant wojewódzki Państwowej Straży Pożarnej w Gorzowie Wielkopolskim w latach 2002–2006.

## Życiorys
Absolwent Wyższej Oficerskiej Szkoły Pożarniczej w 1979 r., Szkoły Głównej Służby Pożarniczej i Uniwersytetu Warszawskiego - Wydział Prawa i Administracji. Zawodową służbę pożarniczą rozpoczął 23 maja 1975 r. jako pomocnik przodownika roty ZSP w Nowej Soli, w ówczesnym woj. zielonogórskim. Po ukończeniu WOSP, od 1 sierpnia 1979 r. do 11 maja 1981 r. pełnił służbę jako inspektor w KWSP w Legnicy. Potem kolejno, był komendantem rejonowym straży pożarnych: w Chojnowie – od 12 maja 1981 r. do 30 czerwca 1990 r. i Złotoryi – od 1 lipca 1990 r. do 14 czerwca 1992 r. Od 15 czerwca 1992 r. do 31 grudnia 1998 r. zajmował stanowisko komendanta wojewódzkiego PSP w Legnicy. Następnie, od 1 stycznia do 31 marca 1999 r., pełnił służbę w charakterze głównego specjalisty w KW PSP we Wrocławiu. Od 1 kwietnia 1999 r. do 18 sierpnia 2002 r., był komendantem miejskim PSP w Legnicy. Po czym od 19 sierpnia 2002 r. do 24 lutego 2006 r. zajmował stanowisko lubuskiego komendanta wojewódzkiego PSP w Gorzowie Wielkopolskim. Następnie pozostawał w stanie spoczynku. Do służby powrócił 22 września 2009 r. jako doradca komendanta głównego PSP. 1 października 2009 r. objął stanowisko rektora-komendanta SGSP.
Awans na pierwszy stopień generalski nadbrygadiera otrzymał z rąk Prezydent Aleksandra Kwaśniewskiego 4 maja 2005 roku.
Dowodził wieloma akcjami ratowniczo-gaśniczymi, a tym gaszeniem pożaru lasu w Kuźni Raciborskiej w 1992 r. i akcją ratowniczą w czasie powodzi na terenie województwa legnickiego. Brał udział w akcjach ratowniczo-gaśniczych na terenie poligonu Trzebień w 1981 r., 1982 r. i 1983 r. 

## Odznaczenia
- Krzyż Kawalerski Orderu Odrodzenia Polski,
- Złoty Krzyż Zasługi,
- Krzyż Zasługi za Dzielność,
- Złoty Znak Związku OSP RP,
- Brązowy Medal „Za Zasługi dla Obronności Kraju”,
- Złoty Medal „Za Zasługi Pożarnictwa”,
- Srebrna Odznaka „Za Zasługi w Ochronie Porządku Publicznego”,
- Srebrna Odznaka „Za Zasługi w Zwalczaniu powodzi”,
- Srebrna Odznaka „Zasłużony dla Ochrony Przeciwpożarowej”[4].